# Tar (band)
Tar was een Amerikaanse posthardcore band, opgericht in 1988 in Chicago, Illinois. Gedurende hun carrière brachten ze vier studioalbums uit, twee uitgebreide toneelstukken en een aantal singles, voordat ze uit elkaar gingen in 1995. Ze stonden bekend om hun droge gevoel voor humor.

## Bezetting
Leden
- Mike Greenlees[2] (drums)
- John Mohr[3] (zang, gitaar)
- Mark Zablocki[4] (gitaar)
- Tom Zaluckyj[5] (basgitaar)

Voormalige leden
- Tim Mescher[6] (basgitaar)

## Geschiedenis
De voorloper van Tar was de hardcore punkband Blatant Dissent, die werd opgericht in DeKalb, Illinois, waar zanger/gitarist John Mohr en drummer Mike Greenlees de Northern Illinois University bezochten. Samen met Mohr en Greenlees vormden bassist Tim Mescher (alleen tot 1991 en die ook voor Snailboy speelde), bassist Tom Zaluckyj en gitarist Mark Zablocki. Zaluckyj en Mohr de band Tar en speelden unieke instrumenten, gemaakt van aluminium, ontworpen door Ian Schneller van Specimen Products.
De band bracht albums uit bij de labels Amphetamine Reptile en Touch and Go Records, voordat ze in 1995 uit elkaar gingen. Tijdens haar carrière bracht de band in totaal vier singles, vier albums en twee mini-albums uit en droeg ze songs bij aan zes compilaties en splitsingles. De band toerde nationaal en internationaal met bands als Jawbox, Arcwelder en The Jesus Lizard. In 1994 besloot de band ermee te stoppen na het uitbrengen van hun laatste album. Over and Out is geschreven en opgenomen in een periode van anderhalf jaar, geproduceerd door de band en ontwikkeld door Steve Albini en Bob Weston en uitgebracht in 1995. Tar herenigde zich voor een eenmalig optreden op het PRF BBQ 2012-festival in Chicago en later in het jaar als openingsact voor Shellac in de Lincoln Hall in Chicago. In 2013 werd via Chunklet Magazine de compilatie 1988-1995 van dubbele vinylplaten uitgebracht, beperkt tot 150 goudkleurige exemplaren met downloadkaarten. De band zou in 2017 weer herenigd worden om op te treden op het All Tomorrow's Impeachments festival.

## Discografie

### Studioalbums
- 1990: Roundhouse (Amphetamine Reptile Records)
- 1991: Jackson (Amphetamine Reptile Records)
- 1993: Toast (Touch and Go Records)
- 1995: Over and Out (Touch and Go Records)

### Compilatiealbums
- 2013: 1988-1995 (Chunklet Magazine)

### Ep's
- 1989: Handsome (Amphetamine Reptile Records)
- 1993: Clincher (Touch and Go Records)

### Singles
- 1988: Play to Win/Mel's (No Blow Records)
- 1989: Flow Plow/Hand (Amphetamine Reptile Records)
- 1991: Solution 8/Non-Alignment Pact (Amphetamine Reptile Records)
- 1992: Static split 7" met Jawbox (Touch and Go Records/Dischord Records)
- 1992: Teetering/The In Crowd (Touch and Go Records)
- 2012: Feel This/Hell's Bells (Chunklet Magazine)